# Nowakowskiella crassa
Nowakowskiella crassa är en svampart som beskrevs av Karling 1949. Nowakowskiella crassa ingår i släktet Nowakowskiella och familjen Cladochytriaceae.   Inga underarter finns listade i Catalogue of Life.